# Сепаратизм в Индии
Сепаратизм в Индии — явление, вызванное стремлением ряда этнических групп, компактно проживающих на территории Индии, к образованию независимых национальных государств.

## Сикхский сепаратизм
В 1920 была создана сикхская партия «Акали дал», которая в 1944 впервые выдвигает требование о создании на территории штата Пенджаб независимого государства Сикхистан. В 1971 году в Пенджабе на полгода вводится президентское правление. В ответ на это Дж. С. Чаухан (известный учёный-сикх, член партии «Акали дал») выдвигает лозунг о создании «Халистана». 1987, 7 октября было объявлено о создании «независимого» государства Халистан. Президентом «нового государства» стал Гурмит Сингх Аулах (весьма уважаемый эмигрант, возглавлявший в США сикхскую диаспору). Независимость была провозглашена в столице США.

## Кашмирский сепаратизм
Кашмирский конфликт — длящийся с 1947 г. конфликт между Индией и Пакистаном из-за принадлежности Кашмира, основная причина индо-пакистанского конфликта.

## Нага сепаратизм
Национальный социалистический совет Нагаленда — организация в индийском штате Нагаленд, ведущая борьбу за освобождение Нагаленда и создания независимой Народной республики Нагалим, охватывающей помимо территории Нагаленда ещё и часть территории соседнего индийского штата Манипур и Мьянмы, в небольшой степени захватывая Ассам и Аруначал-Прадеш.

## Ассамский сепаратизм
Ассамское сопротивление — националистическое движение в индийском штате Ассам.
Движение набрало силу с 1970 года. Различные группировки движения требуют автономии районов Бодо и Карби, организуют многочисленные этнические конфликты, антиправительственные выступления и захват заложников.

## Гуркхский сепаратизм
В 2009 году «Бхаратия джаната парти» объявила, что в случае победы на выборах она займётся самоопределением малых народов и выделит Горкхаланд и Телангана в отдельные штаты. Однако партия не смогла победить на выборах. Тем не менее этот вопрос продолжает рассматриваться в правительстве.

## Бодо сепаратизм
Образование автономии Бодоланд в 2003 году в результате сдачи оружия «Тигров освобождений Бодоланда» (BLT) значительно снизило напряжённость. Активисты ULFA и KLO долгое время базировались в Бутане, пока не были оттеснены оттуда правительственными войсками в декабре 2003 года.